# Canada aux Jeux paralympiques d'été de 1996
Le Canada a participé aux Jeux paralympiques d'été de 1996 à Atlanta. Il a été représenté par 133 athlètes.